# Valignanus scotti
Valignanus scotti is een insect uit de familie van de mierenleeuwen (Myrmeleontidae), die tot de orde netvleugeligen (Neuroptera) behoort. 
Valignanus scotti is voor het eerst wetenschappelijk beschreven door Navás in 1913.